# Robert Schumann
Robert Schumann  (n. 8 iunie 1810, Zwickau, Erzgebirgischer Kreis⁠(d), Regatul Saxoniei – d. 29 iulie 1856, Bonn, Provincia Rinului⁠(d), Regatul Prusiei) a fost un compozitor și pianist german, unul dintre cei mai celebri compozitori romantici ai primei jumătăți a secolului XIX. Un intelectual, precum și un estet, muzica sa, mai mult decât a oricărui alt compozitor, reflectă adânca natură personală a romantismului. Introspectiv și adesea capricios, începuturile sale muzicale erau o încercare de a se desprinde de tradiția formelor și structurilor clasice pe care le considera prea restrictive. Puțini l-au înțeles în timpul vieții sale, însă o mare parte din muzica sa este considerată acum îndrăzneață în originalitatea armoniei, ritmului și formei. Locul său este printre fruntașii romantismului german.

## Biografie

### Perioada timpurie
S-a născut pe 8 iunie 1810 la Zwickau, Germania. Tatăl său era un editor, iar copilăria sa a fost îndreptată în mod egal către cultivarea în domeniul literaturii și în cel muzical. El însuși povestește că a început să compună înainte de a împlini șapte ani.
La paisprezece ani a scris un eseu despre estetica muzicii, dar a și contribuit la un volum editat de către tatăl său cu titlul "Portrete ale bărbaților celebri". Aflat încă în școală la Zwickau, citea, în afară de Friedrich Schiller și Johann Wolfgang von Goethe, pe Lord Byron și autorii greci de tragedii. Însă cea mai mare, dar și cea mai îndelungă influență literară exercitată asupra sa, a fost fără îndoială cea a lui Johann Paul Friedrich Richter, evidentă în romanele sale din tinerețe, "Juniusabende" și "Selene", dintre care primul a fost completat în 1826.
În 1828 părăsește școala și după un turneu, unde îl întâlnește pe Heinrich Heine la München, merge la Leipzig pentru a studia dreptul. Interesul său în muzică a fost stimulat în timpul copilăriei, auzind interpretarea lui Ignaz Moscheles la Carlsbad, iar în 1827 entuziasmul său a crescut ascultând lucrările lui Franz Schubert și Felix Mendelssohn. Însă tatăl său, care încurajase aspirațiile muzicale ale copilului, murise în 1826, iar atât mama sa, cât și tutorele său, dezaprobau o carieră muzicală pentru el.
Problema părea să se fi soluționat considerând intenția exprimată a lui Schumann de a studia dreptul, însă atât la Leipzig, dar și la Heidelberg, unde a mers în 1829, neglijează dreptul în favoarea filozofiei, iar "copilul Naturii" pur și simplu a început să compună.

### 1830-1839
Spiritul neliniștit de care era urmărit este dezvăluit în scrisorile sale din acea perioadă. De Paște în 1830, îl ascultă pe Paganini la Frankfurt. În iulie în același an, scrie mamei sale, "Întreaga mea viață a fost o luptă între Poezie și Proză, sau numește-o Muzică și Drept". Până la Crăciun se află încă o dată la Leipzig, luând lecții de pian cu vechiul său maestru, Friedrich Wieck.
În anxietatea sa de a accelera însușirea unei execuții perfecte, își accidentează mâna dreaptă. Alte surse presupun că inabilitatea mâinii drepte ar fi fost cauzată de medicamentele împotriva sifilisului. Aceste surse susțin că a încercat o procedură chirurgicală radicală pentru a separa tendoanele inelarului de cele ale degetului mijlociu (musculatura primului este legată de cea a mijlociului), făcându-l astfel cel mai "slab" deget. Indiferent de cauze, ambițiile sale ca pianist fiind ruinate, ia hotărârea de a se dedica complet compoziției și începe un curs teoretic sub Heinrich Dorn, dirijor la opera din Leipzig. Cam în această perioadă proiectează o operă cu subiectul Hamlet.
Ideea fuziunii unei teme literare cu ilustrarea sa muzicală, despre care se poate spune că a luat prima formă în Fluturi (Papillons, op. 2), este semnalată într-o oarecare măsură în prima critică a lui Schumann, un eseu privind Variațiile lui Chopin pe o temă din Don Juan, care a apărut în Allgemeine musikalische Zeitung, în 1831. În eseu, opera este discutată de către personajele imaginare Florestan și Eusebius (omologii lui Vult și Walt din romanul Flegeljahre de Jean Paul), iar lui Meister Raro (reprezentându-l fie pe însuși compozitorul, fie pe Wieck) i se cere, de asemenea, opinia.
Însă până la vremea când Schumann a scris Fluturi (Papillons, 1831) mersese cu un pas mai departe. Scenele și caracterele romancierului său favorit trecuseră acum definitoriu și conștient în muzică și într-o scrisoare trimisă de la (aprilie 1832) le ordonă fraților săi: "citiți ultima scenă în Flegeljahre de Jean Paul cât mai repede posibil, pentru că Fluturi reprezintă o reprezentare muzicală a acelei mascarade."
În iarna anului 1832, Schumann vizitează rudele sale din Zwickau și Schneeberg, în ambele locații fiind interpretată prima parte din Simfonia sa în sol minor, care rămâne nepublicată. În Zwickau, muzica a fost cântată la un concert oferit de fiica lui Wieck, Clara, care avea atunci numai treisprezece ani. Moartea fratelui său Iulius precum și cea a cumnatei Rosalie în 1833 par a-l fi indus pe Schumann într-o profundă melancolie.
Până la ivirea verii lui 1834, însă, se recuperează suficient pentru a fi capabil de a începe Die neue Zeitschrift für Musik, lucrarea în care apărea partea mai importantă a scrierilor sale critice. Primul număr este publicat la 3 aprilie 1834. El afecta o revoluție în gusturile vremii, când Wolfgang Amadeus Mozart, Ludwig van Beethoven și Carl Maria von Weber erau neglijați în favoarea operelor oamenilor superficiali ale căror nume sunt astăzi uitate. A aduce omagii lui Frederic Chopin și Hector Berlioz în acele zile era nevoie să curtezi încărcătura de excentrism a preferințelor, deși geniul ambilor maeștri era apreciat și proclamat în mod decis în noul jurnal.
Obligațiile editoriale ale lui Schumann, care l-au ținut foarte ocupat în vara anului 1834, au fost întrerupte de relațiile sale cu Ernestine von Fricken, o fată de optsprezece ani, cu care s-a logodit. Ea era fiica adoptivă a unui om bogat din Boemia, ale cărui variații pe o anumită temă au stat la baza propriilor Studii simfonice ale lui Schumann. Schumann sfârșește logodna, din motive rămase până astăzi obscure.
În Carnaval (op. 9, 1834), una dintre cele mai geniale și mai caracteristice lucrări de pianoforte, Schumann începe aproape fiecare secțiune cu notele muzicale semnificând în germană literele care formează cuvântul Asch (A, E-bemol, C și B sau alternativ A-bemol, C și B), satul în care se născuse Ernestine, note muzicale întâlnite și în numele compozitorului. Prin sub-titlul "Estrella" al uneia dintre secțiuni , compozitorul face referire la Ernestine, iar prin sub-titlul "Chiarina", se referă la Clara Wieck. Eusebius și Florestan, personajele imaginare atât de des întâlnite în scrierile sale critice, se regăsesc și aici, exceptând imitații briliante ale lui Chopin și Paganini, iar lucrarea se aseamănă cu un marș al Davidsbündler—liga de oameni ai lui David împotriva filistinilor, în care pot fi auzite accentele clare ale adevărului în comparație cu zgomotele falsității. În Carnaval, Schumann a mers mai departe decât în Papillons, deoarece în prima lucrare el însuși a creat povestea de la baza ilustrării muzicale.
Pe 3 octombrie 1835 Schumann l-a întâlnit pe Mendelssohn la casa lui Wieck din Leipzig, iar aprecierea sa față de marele său contemporan este arătată cu aceeași libertate generoasă care l-a remarcat în toate relațiile sale față de ceilalți muzicieni și care mai târziu i-a permis să recunoască geniul lui Brahms încă din perioada când acesta se afla în obscuritate.
În 1836 cunoștința dintre Schumann și Clara Wieck, deja cunoscută drept pianist, se dezvoltă în dragoste, iar la un an Schumann cere consimțământul tatălui Clarei pentru mariaj, însă este refuzat. În seriile Fantasiestücke pentru pian (op. 12) oferă încă o dată o ilustrare sublimă a fuziunii de idei literare și muzicale sub concepții întrupate în piese precum Warum și In der Nacht. După scrierea ultimului dintre aceste două, simte în muzică sugestia fantezistă a unei serii de episoade din povestea Hero și Leander.
Kreisleriana, considerată de compozitor ca una dintre cele mai reușite lucrări ale sale, a fost scrisă în 1838, iar aici realismul compozitorului este din nou purtat cu o treaptă mai sus. Kreisler, poetul romantic adus în contact cu lumea reală, a fost un caracter cules din viața reală de către poetul E. T. A. Hoffmann (q.v.), iar Schumann îl utilizează drept un muștiuc imaginar pentru recitalul din muzica propriilor sale trăiri. Phantasie in C (op. 17), compusă în vara anului 1836, este o lucrare dispunând de cea mai înaltă calitate a pasiunii. Odată cu Faschingschwank aus Wien, cea mai apreciată lucrare a sa pentru pian, scrisă în 1839, după o vizită la Viena (timp în care descoperă o simfonie până atunci necunoscută compusă de Schubert), această perioadă a vieții sale se sfârșește.
Cum Wieck era încă împotriva mariajului, Robert și Clara se lipsesc de acesta și se căsătoresc la 12 septembrie la Schönefeld, în apropiere de Leipzig.

### 1840-1849
Anul 1840 poate fi considerat drept cel mai prolific an al carierei lui Schumann. Până acum compuse aproape exclusiv pentru pianoforte, dar în acest singur an compune aproape o sută și cincizeci de piese. Biografii lui Schumann îl reprezintă ca fiind cuprins într-o furtună de melodii, dulceața, dubiul și disperarea acestora fiind atribuite sentimentelor variate stârnite de dragostea sa pentru Clara. Însă ar fi nefondat să spunem că numai această influență a stat la baza perfecțiunii textuale din compoziții precum Frühlingsnacht, Im wunderschönen Monat Mai și Schöne Wiege meiner Leiden.
Principalele cicluri ale compozițiilor din această perioadă au fost cele din Liederkreis de J. von Eichendorff (op. 39), Frauenliebe und Leben de Chamisso (op. 42), Dichterliebe de Heine (op. 48) și Myrthen, o colecție de melodii, inclusiv poeme de Goethe, Rückert, Heine, Byron, Burns și Moore.  Piesele Belsatzar (op. 57) și Die beiden Grenadiere (op. 49), ambele la scrierile lui Heine, reliefează cel mai bine talentul de compozitor de balade, deși balada dramatică este mai puțin înrudită lui decât lirica introspectă. Precum afirma Grillparzer, "El și-a creat o noua lume, una ideală, în care mișcările sale sunt aproape precum dorințele sale."
Însă a fost nevoie de multă vreme pentru ca Schumann să primească recunoașterea cuvenită. În timpul vieții sale singurele semne de onoare primite au fost doctoratul obținut în cadrul Universității de la Jena (1840) și profesoratul din 1843 în cadrul Conservatorului din Leipzig.
Probabil nici un alt compozitor nu s-ar putea compara vreodată cu Schumann în canalizarea energiilor proprii asupra unei singure forme muzicale. La început toate impulsurile sale creative erau transpuse în muzică pianoforte, apoi a urmat anul miraculos al melodiilor. În 1841 a compus două dintre cele patru simfonii ale sale. Anul 1842 a fost dedicat compoziției muzicii de cameră și include cvintetul pianoforte (op. 44), astăzi unul dintre cele mai cunoscute și admirate opere ale sale. În 1843 scrie "Paradis și Stiloul", primul eseu despre muzica vocală concertată.
Acum că stăpânea formele separate, compozițiile sale de aici înainte nu pot fi clasificate drept specifice unei anumite perioade. La Schumann, mai mult decât la orice alt muzician, achiziția de cunoștințe noi se afla în strânsă legătură cu creșterea propriei experiențe de viață și a impulsului de a o exprima.
Stadiul vieții sale în care era foarte angrenat în muzica sa pentru Faustul lui Goethe (1844-1853) a fost unul critic pentru sănătatea sa. Prima jumătate a anului 1844 a petrecut-o alături de soția sa în Rusia. La întoarcerea în Germania își abandonase munca editorială și pleacă din Leipzig către Dresden, unde suferă de prostație persistentă pe sistemul nervos. Cum începea să lucreze, era cuprins de tremurături și îngrijorări de moarte care se manifestau în frica de locuri înalte, de toate instrumentele metalice (chiar și clape) și de droguri. Suferea perpetuu din imaginarea că nota A răsuna în urechile sale. În 1846 se recuperase și iarna revizitează Viena, călătorind la Praga și Berlin în primăvara lui 1847, iar vara în Zwickau, unde este primit cu entuziasm, certificând faptul că Dresden și Leipzig erau singurele mari orașe în care compozitorul era apreciat la acea vreme.
Anului 1848 îi aparține singura sa operă, Genoveva (op. 81), o lucrare conținând multă muzică frumoasă, dar lipsită de forță dramatică. Este interesantă din prima încercării sale de a aboli recitativul, privit de Schumann drept o întrerupere a valului muzical. Subiectul din Genoveva, bazat pe lucrări de Tieck și Hebbel, nu a fost o alegere prea plăcută; însă trebuie amintit că începând cu 1842 posibilitățile operei germane au fost puternic influențate de către Schumann, care a scris: "Cunoașteți rugăciunea mea ca artist, seară și dimineață?  Este numită 'Opera germană'. Acesta este un domeniu real al curajului .. ceva simplu, profund, german."  Iar în carnețelul său de sugestii pentru texte de operă se găsesc, printre altele: Nibelungen, Lohengrin și Till Eulenspiegel.
Muzica pentru Manfred de Byron este proeminentă într-un an (1849) în care compune mai mult decât în oricare altul. Insurecția din Dresden îl obligă pe Schumann să se mute la Kreischa, un sat mic la doar câteva mile în afara orașului. În luna august a aceluiași an, cu ocazia împlinirii a o sută de ani de la nașterea lui Goethe, scene din Faust de Schumann sunt interpretate la Dresden, Leipzig și Weimar, Liszt oferind ca întotdeauna sprijin și încurajări neîncetate. Restul acelei lucrări a fost scrisă mai târziu în același ani, iar uvertura în 1853.

### După 1850
Între 1850 - 1854, creațiile lui Schumann sunt extrem de variate. În 1850 devine succesorul lui Ferdinand Hiller ca director muzical la Düsseldorf; între 1851-1853 vizitează Elveția și Belgia, precum și Leipzig. În ianuarie 1854, Schumann merge la Hannover, unde audiază o interpretare a operei sale Das Paradies und die Peri"
La 27 februarie 1854 se aruncă în Rin. Este salvat de niște luntrași, dar odată adus la mal se confirmă nebunia sa. Deși biografii timpurii concluzionau că acest comportament al lui Schumann era datorat sifilisului, cercetări ulterioare au arătat improbabilitatea acestei ipoteze. Mai mult, multe dintre simptomele pe care le manifesta, inclusiv crize de activitate maniacă susținută alternând cu perioade de depresie profundă, indică spre dereglări polare. Este transportat la un azil privat în Endenich, în apropiere de Bonn, Germania, unde va rămâne până la moartea sa, la 29 iulie 1856. Este înmormântat la Bonn, iar în 1880 pe mormântul său este amplasată o statuie realizată de sculptorul Adolf Donndorf.

## Compoziții
- Categorie:Compoziții de Robert Schumann